# Bisbat d'Inhambane
La diòcesi d'Inhambane (portuguès: Diocese de Inhambane; llatí: Dioecesis Inhambaniana) és una seu de l'Església Catòlica a Moçambic, sufragània de l'arquebisbat de Maputo. Al 2012 tenia 283.975 batejats sobre 1.550.000 habitants. Actualment està regida pel bisbe Adriano Langa, O.F.M..

## Territori
La diòcesi comprèn tota la província d'Inhambane, a Moçambic.
La seu episcopal és la ciutat d'Inhambane (anomenada " João Belo" fins al 1975), on es troba la catedral de catedral de Nossa Senhora da Conceição.
El territori s'estén sobre 68.476 km², i està dividida en 53 parròquies.

## Història
La diòcesi fou erigida el 3 d'agost de 1962 amb la butlla Supremi muneris del papa papa Joan XXIII, aplegant territori de l'aleshores arxidiòcesi de Lourenço Marques (avui arquebisbat de Maputo).

## Cronologia dels bisbes
- Ernesto Gonçalves Costa, O.F.M. † (27 octubre 1962 - 23 desembre 1974 nomenat bisbe de Beira)
- Alberto Setele † (20 novembre 1975 - 7 setembre 2006)
- Adriano Langa, O.F.M., des del 7 de setembre de 2006

## Estadístiques
A finals del 2014, la diòcesi tenia 283.975 batejats sobre una població de 1.550.000 persones, equivalent al 18,3% del total.
| any  | població | població  | població | sacerdots | sacerdots       | sacerdots       | sacerdots             | diaques | religiosos | religiosos | parròquies |
| ---- | -------- | --------- | -------- | --------- | --------------- | --------------- | --------------------- | ------- | ---------- | ---------- | ---------- |
| any  | batejats | total     | %        | total     | clergat secular | clergat regular | batejats por sacerdot | diaques | homes      | dones      |            |
| 1970 | 166.874  | 760.033   | 22,0     | 43        | 3               | 40              | 3.880                 |         | 57         | 57         | 3          |
| 1980 | 191.000  | 858.000   | 22,3     | 18        |                 | 18              | 10.611                |         | 24         | 35         | 21         |
| 1990 | 187.914  | 1.281.000 | 14,7     | 15        |                 | 15              | 12.527                |         | 16         | 27         | 21         |
| 1999 | 230.875  | 1.111.439 | 20,8     | 22        | 4               | 18              | 10.494                |         | 28         | 50         | 21         |
| 2000 | 234.161  | 1.168.369 | 20,0     | 32        | 7               | 25              | 7.317                 |         | 29         | 52         | 21         |
| 2001 | 238.956  | 1.123.079 | 21,3     | 30        | 8               | 22              | 7.965                 |         | 26         | 68         | 21         |
| 2002 | 245.700  | 1.291.010 | 19,0     | 36        | 8               | 28              | 6.825                 |         | 37         | 74         | 21         |
| 2003 | 267.308  | 1.391.010 | 19,2     | 36        | 8               | 28              | 7.425                 |         | 31         | 74         | 21         |
| 2004 | 260.741  | 1.391.010 | 18,7     | 37        | 9               | 28              | 7.047                 |         | 31         | 74         | 22         |
| 2006 | 263.717  | 1.316.783 | 20,0     | 33        | 5               | 28              | 7.991                 |         | 31         | 79         | 22         |
| 2013 | 283.975  | 1.550.000 | 18,3     | 53        | 6               | 47              | 5.358                 |         | 54         | 93         | 22         |